# Aeroportul Paysandú
Aeroportul Paysandú (IATA: PDU, ICAO: SUPU) este un aeroport din Uruguay ce deservește zona Paysandú. A fost numit după zona deservită.
Situat la o altitudine de 61 m, aeroportul dispune de 2 piste.

## Infrastructură

### Piste
Aeroportul dispune de 2 piste. Pista 02/20 are suprafața de asfalt. Pista 10/28 are suprafața de asfalt. 